# Склероз Менкеберга
Склероз Менкеберга артеріосклероз Менкеберга, кальцифікуючий склероз Менкеберга — макроангіопатія, що розвивається переважно на тлі цукрового діабету, в основі якої лежить неатеросклеротичне ураження середніх і великих артерій нижніх кінцівок, рідше — вісцеральних судин (ренальних, коронарних та ін).

## Див також.
- Атеросклеротична хвороба сердця
- Вісцеральний череп
- Кальцифікація